# Listriodon
Listriodon es un género extinto de mamífero artiodáctilo de la familia de los súidos  que pobló Europa, África y Asia durante el Mioceno. Los integrantes del género se caracterizan por presentar dentición lofodonta (corona de los molares formando crestas) con caninos superiores curvados hacía afuera y hacia arriba, y por presentar huesos postcraneales cortos y robustos.